# Atsipópoulo
Atsipópoulo (en grec : Ατσιπόπουλο) est une localité de Crète, en Grèce. Elle est située dans le nome de Réthymnon, à quelques kilomètres au sud-ouest de Réthymnon.
Une large partie de sa zone est couverte par l'unique forêt de chênes vélani (Quercus macrolepis) de Crète. Les activités du village sont principalement l'exploitation des oliviers et la poterie. Le village est le berceau du poète Georges Chortatsis.

## Histoire
Le village est mentionné pour la première fois en 1182 dans un document byzantin. Avec Atsipopoulo le village voisin de Prinos était mentionné : tous les deux ont été donnés en fief à des seigneurs locaux, les Chortatzides.
En 1577, le village est nommé « Acipopulo » dans le recensement vénitien de Francesco Barozzi. En 1583, le recensement vénitien de Kastrofilakas le nomme « Acipopullu ». Finalement le recensement vénitien de 1630 de Basilicate le mentionne comme « Acipopulo ». En 1659 le recensement ottoman l'appelle « Acipopula » avec 115 maisons. Le recensement égyptien de 1834 l'appelle « Prine et Alitsopulo » avec 40 familles chrétiennes et 90 familles musulmanes. Le recensement de 1881 le répertorie comme le centre de la municipalité, situé au centre des villages environnants, ayant 816 chrétiens et 9 résidents turcs. En 1900 il est indiqué une population de 885 habitants. En 1920, le siège de la municipalité avait 684 résidents, en 1928 681, en 1940 704, en 1951 600, en 1961 542 et en 1971 469. À partir des années 1970, en particulier depuis les années 1990 et 2000, le village a eu un développement résidentiel et de population important comme banlieue de Rethymnon.
Historiquement, le village a participé à de nombreuses révolutions mais en 1866 il a été détruit par les Turcs. Au XXe siècle il a participé à la résistance contre les Allemands.
De 1999 à 2010 selon l'ancienne division administrative grecque, Atsipopoulo était le centre du district municipal de la municipalité de Nicéphore Phocas.

## Vie quotidienne
La culture du chêne vélani a été pendant des décennies la principale source de revenu des résidents, le village étant grâce à elle considéré comme l'un des plus riches de la région de Réthymnon. Au début des années 1960 elle a fortement baissé et à la fin de la décennie elle a presque disparu. Atsipopoulo . D'autres produits importants de la région étaient les caroubes (pour l'alimentation animale, la production de sucre à l'étranger, etc), l'exploitation minière, la production de chaux et la poterie.

## Transports
Il y a un service de bus de La Canée à Rethymnon servant cette zone (route Rethymnon-Metochia-Rethymnon), avec plusieurs passages tous les jours de la semaine et le week-end.